# Volt Nederland

Karte der anderen Verbände von Volt Europa

Volt Nederland (deutsch Volt Niederlande, Kurzbezeichnung: Volt) ist eine politische Partei in den Niederlanden. Sie ist eine nationale Sektion von Volt Europa.
Die Partei zog 2021 erstmals in das niederländische Parlament ein und ist seit Juni 2023 durch einen Übertritt im Europäischen Parlament vertreten.

## Inhaltliches Profil

### Europapolitik
Volt will die Europäische Union stärken und reformieren und sieht die Lösung vieler Herausforderungen in einer engeren europäischen Kooperation. Unter anderem will die Partei das Vetorecht im Europäischen Rat abschaffen, um diesen handlungsfähiger zu machen. Das EU-Parlament soll ein Initiativrecht erhalten. EU-Subventionen sollen an die Prinzipien der Nachhaltigkeit und den Schutz des Rechtsstaates gekoppelt werden. Außerdem will Volt die regelmäßigen Umzüge des EU-Parlaments wegen dessen Doppelsitz beenden.
Erklärtes Ziel von Volt ist ein föderales Vereintes Europa. Dazu will die Partei eine europäische Verfassung und eine europäische Regierung mit einem europäischen Premierminister.

### Klimapolitik
Volt strebt an, dass die Europäische Union bis 2040 klimaneutral wird. Dazu will die Partei erneuerbare Energien, Kernenergie und zirkuläre Landwirtschaft fördern. Außerdem sollen Kurzstreckenflüge verboten werden, der ÖPNV ausgebaut und in ein europäisches Zugnetz investiert werden. Subventionen für fossile Brennstoffe sollen abgeschafft und umweltschädliche Fabriken geschlossen, bis sie nachhaltiger werden. Die Partei will Herstellern verbieten, unbenutzte Kleidung und Elektronikgeräte zu vernichten.

### Wirtschaftspolitik
Den Wiederaufbau der Wirtschaft nach der Corona-Pandemie will die Partei nutzen, um die Wirtschaft umweltfreundlicher zu machen und das Wohlergehen der Menschen in den Mittelpunkt zu stellen. Dazu soll verstärkt in Wasserstoff, künstliche Intelligenz und die Wiederverwendung von Materialien in Hinblick auf eine Kreislaufwirtschaft investiert werden. Für große Betriebe soll eine gemeinsame europäische Mindeststeuer eingeführt und Steuerumgehung gestoppt werden. Grenzübergreifende Arbeit will Volt vereinfachen.

### Digitalpolitik
Die Partei befürwortet die Einrichtung eines Ministeriums für Digitalisierung um eine effiziente digitale Regierung zu ermöglichen und die aus Sicht von Volt verschlafene Digitalisierung zu fördern.
Die Partei sieht in KI-Systemen immense Chancen, betont aber gleichzeitig, dass diese nicht blind dem freien Markt überlassen werden dürfen. Die Partei setzt sich für eine ethische KI-Politik auf nationaler, europäischer und internationaler Ebene ein. Volt schlägt unter anderem vor, jedem Bürger einen eigenen KI-Chatbot zur Verfügung zu stellen, der auf Open-Source- und zuverlässigen Daten basiert. KI-Systeme sollten von einer unabhängigen Partei als sicher gekennzeichnet werden und Schulkinder sollten eine grundlegende KI-Ausbildung einschließlich Programmieren und Ethik erhalten. Volt will außerdem KI-Anbieter verpflichten, Datenquellen offenzulegen und betont die Notwendigkeit von Transparenz.

### Staatswesen
Die Partei setzt sich für die Direktwahl von Bürgermeistern ein. Durch die Förderung von Bürgerforen und lokale Budgets für Bürger, über deren Verwendung diese direkt mitbestimmen können, soll Bürgerbeteiligung gefördert werden. Das Abstimmungsverhalten von Abgeordneten soll transparenter gemacht werden, indem alle Abstimmungen öffentlich einsehbar werden.
Volt will die Zweite Kammer der Generalstaaten von 150 auf 250 Mitglieder erweitern und das Wahlalter auf 16 Jahre senken.

### Verkehrspolitik
Die Partei will Kurzstreckenflüge verbieten. Dafür will die Partei den ÖPNV ausbauen und in ein europäisches Netz von Schnellzügen investieren.

### Sicherheitspolitik
Volt unterstützt die Gründung einer europäischen Armee.

### Migrations- und Asylpolitik
Flüchtlinge und Asylbewerber sollen europaweit nach einem Verteilungsschlüssel verteilt werden.

### Sozialpolitik
Volt setzt sich für die Einführung einer angepassten Einkommensteuer und einem neuen Grundfreibetrag als Auftakt zu einem bedingungslosen Grundeinkommen ein.

## Geschichte
Volt Nederland wurde am 23. Juni 2018 in Utrecht als Teil der von Damian Boeselager gegründeten Partei Volt Europa gegründet, als europaweit versucht wurde, für die Europawahl 2019 nationale Parteien zu gründen. Erster Vorsitzender wurde Reinier van Lanschot.
Bei der Europawahl 2019 erreichte Volt Niederlande 1,85 % und verfehlte damit knapp den Einzug ins Europaparlament. Allerdings konnte für die deutsche Sektion Damian Boeselager ins Europaparlament einziehen, was auch in den Niederlanden als Erfolg der paneuropäischen Bewegung angesehen wurde. In den kommenden Jahren nahm Volt Niederlande auch an den Unterhauswahlen, den Wahlen zum Repräsentantenhaus, den Regionalwahlen und den Kommunalwahlen teil und konnte diverse Mandate erhalten.

## Wahlen

### Europawahl 2019
Die Wahlen zum Europäischen Parlament 2019 waren die ersten Wahlen, an denen Volt teilgenommen hat. Vor den Wahlen wurde von der Basis aller europäischen Mitglieder ein gemeinsames Wahlprogramm verfasst, das als „Amsterdam Erklärung“ veröffentlicht wurde.
Obwohl die niederländische Sektion von Volt mit 1,9 % keinen Sitz im Europaparlament erringen konnte, gelang es der deutschen Sektion mit 0,67 % der Stimmen, mit einem Vertreter ins Parlament einzuziehen. Seitdem vertritt Damian von Boeselager alle nationalen Sektionen von Volt im Europäischen Parlament. Er trat der Fraktion Die Grünen/Europäische Freie Allianz bei.
In den Niederlanden erhielt die Partei 106.004 Stimmen, über 100.000 Stimmen fehlten ihr zu einem Sitz. Ihre besten Ergebnisse erzielte die Partei in Studentenstädten wie Amsterdam, Wageningen, Utrecht und Leiden.
| Jahr | Wahl            | Stimmenanteil | Sitze |
| ---- | --------------- | ------------- | ----- |
| 2019 | Europawahl 2019 | 1,9 %         | 0/26  |

### Parlamentswahl 2021
Im Jahr 2021 nahm Volt an den Wahlen zum niederländischen Abgeordnetenhaus teil. Dazu wurde ein niederländisches Wahlprogramm geschrieben, das auf dem Europawahlprogramm von Volt basiert. Dies bedeutete, dass die Politik, die Volt Niederlande vertrat, mit der Politik in anderen Mitgliedsstaaten und Regionen innerhalb der Europäischen Union übereinstimmte.
Am 25. Oktober 2020 stellte die Partei eine Kandidatenliste auf, mit Laurens Dassen als Listenführer. Dassen war sowohl Mitbegründer von Volt Niederlande als auch der Mutterorganisation Volt Europa. Laut Dassen beschäftigt sich die Partei zunehmend mit europäischen Themen wie Klima, Migration, Sicherheit und soziale Ungleichheit – alles grenzüberschreitende Themen, die seiner Meinung nach grenzüberschreitende Lösungen erfordern.
Die Partei gewann über 250.000 Stimmen und drei Sitze im Unterhaus. Die besten Ergebnisse kamen wieder aus den Universitätsstädten Wageningen (8 %), Delft (7,5 %), Utrecht (6,7 %) und Leiden (6,4 %). Dies sind die ersten Sitze, die eine Volt-Partei in einem nationalen Parlament gewonnen hat. Die drei Sitze werden von Laurens Dassen, Nilüfer Gündoğan und Marieke Koekkoek gehalten.
| Jahr | Wahl                | Stimmenanteil | Sitze |
| ---- | ------------------- | ------------- | ----- |
| 2021 | Parlamentswahl 2021 | 2,4 %         | 3/150 |

### Kommunalwahlen 2022
Für die Kommunalwahlen hatten sich 25 Ortsverbände der Partei registriert. Nach Parteiangaben erreichte die Partei jedoch in einigen Städten keine paritätischen Kandidatenlisten und trat daher in weniger Städten an als geplant. Die Partei trat in 10 Städten zur Wahl an und zog in allen 10 Städten in den Gemeinderat ein. Insgesamt erhielt Volt 20 Mandate und erzielte dabei in Eindhoven mit 5,6 % das beste Ergebnis.
| Gemeinde   | Spitzenkandidat    | Stimmen | %         | Sitze | +/- |
| ---------- | ------------------ | ------- | --------- | ----- | --- |
| Amsterdam  | Juliet Broersen    | 13.404  | 4,3 (#7)  | 2/45  | Neu |
| Arnhem     | Niels Scholten     | 3.042   | 5 (#9)    | 2/39  | Neu |
| Delft      | Kyra Gremmen       | 1.965   | 4,6 (#11) | 2/39  | Neu |
| Eindhoven  | Jacco Rubenkamp    | 4.348   | 5,6 (#7)  | 3/45  | Neu |
| Enschede   | Erik Kemp          | 2.809   | 4,9 (#8)  | 2/39  | Neu |
| Den Bosch  | Arjen van Silfhout | 2.022   | 3,3 (#11) | 1/39  | Neu |
| Maastricht | Jules Ortjens      | 2.223   | 4,9 (#9)  | 2/39  | Neu |
| Rotterdam  | Imane Elfiali      | 9.467   | 4,8 (#7)  | 2/45  | Neu |
| Utrecht    | Ruud Maas          | 8.891   | 5,6 (#7)  | 3/45  | Neu |
| Zwolle     | Cankut Ercan       | 2.111   | 3,7 (#10) | 1/39  | Neu |

### Provinz- und Senatswahl 2023
| Jahr | Wahl            | Stimmenanteil | Sitze |
| ---- | --------------- | ------------- | ----- |
| 2023 | Senatswahl 2023 | 2,7 %         | 2/75  |

### Parlamentswahl 2023
| Jahr | Wahl                | Stimmenanteil | Sitze |
| ---- | ------------------- | ------------- | ----- |
| 2023 | Parlamentswahl 2023 | 1,7 %         | 2/150 |

### Europawahl 2024
Im Oktober 2023 wurde Reinier van Lanschot erneut zum Spitzenkandidaten für die Europawahl gewählt. Bei einem Parteikongress am 20. Januar wurde die restliche Liste gewählt, die insgesamt 23 Kandidaten umfasst.
| Jahr | Wahl            | Stimmenanteil | Sitze |
| ---- | --------------- | ------------- | ----- |
| 2024 | Europawahl 2024 | 5,1 %         | 2/31  |

## Senatoren und Abgeordnete

### Erste Kammer der Generalstaaten
Bei der Senatswahl in den Niederlanden 2023 wurden 2 Senatoren gewählt:
- Gaby Perin-Gopie
- Eddy Hartog

### Zweite Kammer der Generalstaaten
Bei der Parlamentswahl in den Niederlanden 2023 wurden 2 Abgeordnete gewählt:
- Laurens Dassen
- Marieke Koekkoek

### Europäisches Parlament
Bei der Europawahl in den Niederlanden 2024 wurden 2 Abgeordnete gewählt:
- Reinier van Lanschot
- Anna Strolenberg

## Struktur
Die Partei wird von einer Doppelspitze aus einem Mann und einer Frau geführt. Neben dem Vorstand besetzt Volt auch alle anderen Ämter der Partei paritätisch und legt großen Wert darauf, dass Wahllisten abwechselnd mit Personen unterschiedlichen Geschlechts besetzt sind.